# Tanna (Türingia)
Tanna település Németországban, azon belül Türingiában. Lakosainak száma 3389 fő (2023. december 31.). Tanna Schleiz és Saalburg-Ebersdorf községekkel határos.

## Népesség
A település népességének változása:
| Lakosok száma | 3612 | 3548 | 3456 | 3421 | 3389 |
|               | 2017 | 2019 | 2021 | 2022 | 2023 |